# Onna White
Onna White (Condado de Inverness, 24 de março de 1922 - Los Angeles, 8 de abril de 2005) foi uma coreógrafa e dançarina canadense, indicada para oito Tony Awards. Ela ganhou um Oscar Honorário por Oliver! (1968) em uma das raras ocasiões em que a Academia de Artes e Ciências Cinematográficas reconheceu coreografia no cinema.